# Дарко Планинић
Дарко Планинић (Мостар, 22. новембар 1990) хрватски је кошаркаш. Игра на позицији центра.

## Биографија
Сениорски деби је имао 2009. године у дресу Широког са којим је освојио 4 национална првенства, као и 2 купа. Најбоље партије је пружао током сезоне 2012/13, па је као најкориснији играч Јадранске лиге у децембру 2012. потписао двоипогодишњи уговор са Макабијем из Тел Авива. У редовима Макабија 2013. освојио је израелски куп.
У августу 2013. је дошао на једногодишњу позајмицу у Цибону. Помогао је овом тиму да по први пут у својој богатој историји доспе до титуле у Јадранској лиги. Крајем јула 2014. потписао је двогодишњи уговор са Будућношћу из Подгорице. Са њима проводи једну сезону у којој осваја национално првенство и куп. За сезону 2015/16. је потписао уговор са Саски Басконијом. У сезони 2016/17. био је играч Гран Канарије и у њеном дресу је освојио Суперкуп Шпаније за 2016. годину. Дана 23. јуна 2017. године потписао је једногодишњи уговор са Динамом из Сасарија. У сезони 2018/19. игра за Зјелону Гору. У сезони 2019/20. је играо за Клуж, са којим је освојио Куп Румуније.  Сезону 2020/21. је почео у екипи Задра, али је након само две одигране утакмице напустио клуб. Крајем новембра 2020. је потписао уговор са Цибоном до краја текуће сезоне.
Са јуниорском репрезентацијом Хрватске је освојио две бронзане медаље - прву на Европском првенству 2008. и другу на Светском првенству 2009. године. Са сениорском репрезентацијом Хрватске је играо на Олимпијским играма 2016. и на Европском првенству 2017. године.

## Успеси

### Клупски
- Широки:
  - Првенство Босне и Херцеговине (4): 2008/09, 2009/10, 2010/11, 2011/12.
  - Куп Босне и Херцеговине (2): 2011, 2012.

- Макаби Тел Авив:
  - Куп Израела (1): 2013.

- Цибона:
  - Јадранска лига (1): 2013/14.

- Будућност:
  - Првенство Црне Горе (1): 2014/15.
  - Куп Црне Горе (1): 2015.

- Гран Канарија:
  - Суперкуп Шпаније (1): 2016.

- У Клуж-Напока:
  - Куп Румуније (1): 2020.

### Репрезентативни
- Европско првенство до 18 година:  2008.
- Светско првенство до 19 година:  2009.